# Albizia
Die Albizia sind eine Pflanzengattung in der Unterfamilie der Mimosengewächse (Mimosoideae) innerhalb der Familie der Hülsenfrüchtler (Fabaceae). Für manche Arten verwendet man die deutsche Trivialnamen Schirmakazie (aufgrund der Wuchsform), Seidenakazie, Albizie (eingedeutscht) oder Schlafbaum (aufgrund zusammenklappender Blätter, siehe weiter unten). Die 100 bis 150 Arten sind in den Tropen und Subtropen weltweit verbreitet.

## Beschreibung

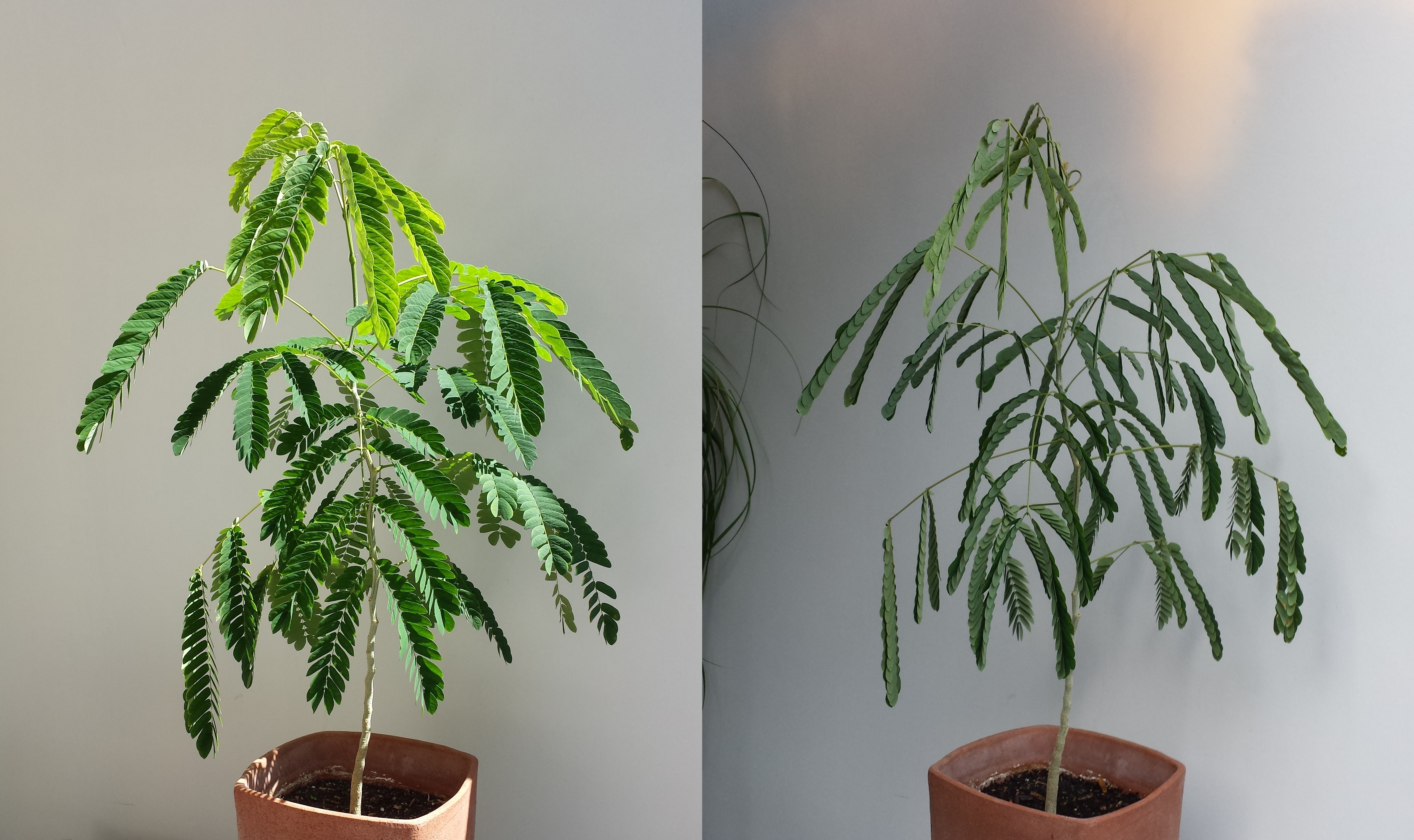
Schlafbaum Tag und Nacht

Albizia-Arten sind laubabwerfende Bäume und Sträucher, die meist schnell wachsen. Einige Arten wachsen in der Wuchsform einer Schirmakazie. Sie besitzen dornige Zweige. Die Laubblätter sind doppelt gefiedert. Es sind Nebenblätter vorhanden.
Albizia-Arten weisen autonome Blattbewegungen aufgrund von Turgorbewegungen auf. Es handelt sich um circadiane, in der Umgangssprache auch als Schlafbewegung bezeichnete, Bewegungen der Fiederblätter. Diese klappen in ca. 12-stündigem, dem Tag- und Nachtrhythmus entsprechendem Abstand abends die einzelnen Fieder zusammen und öffnen diese morgens wieder.
Die Blüten stehen in gestielten köpfchen- oder bürstenförmigen Blütenständen zusammen. Es sind Blütenstiele vorhanden oder sie fehlen. Die Blüten sind zwittrig. Die Kelchblätter sind verwachsen mit höchstens kurzen Kelchlappen, die meist nur als Kelchzähne erkennbar sind. Die Kronblätter sind bis über ihre Mitte hinaus trichterförmig verwachsen. Die weißen, rosa- bis selten purpurfarbenen Staubfäden sind mindestens an ihrer Basis verwachsen; sie bilden oft eine Staminalröhre. Die Staubbeutel sind klein. Der dünne Griffel endet in einer kopfigen bis winzigen Narbe.
Die Hülsenfrüchte sind dünn, riemenförmig. Die ei- bis kreisförmigen Samen sind zusammengedrückt.

## Nutzung
Sie werden als Zier- und schattenspendende Gehölze verwendet, zunehmend auch in den wintermilden Gebieten Deutschlands. Ihre Frosttoleranz wird meist mit etwa −20 °C angegeben.

## Verbreitung
Die Gattung Albizia umfasst 100 bis 150 Arten in den Tropen und Subtropen. Die pantropische Gattung kommt in Asien, Afrika, Madagaskar, Zentralamerika, Südamerika und dem südlichen Nordamerika sowie in Australien vor. Die meisten Arten sind in den Tropen der Alten Welt beheimatet.

## Systematik
Die Gattung Albizia wurde durch Antonio Durazzini aufgestellt. Typusart ist Albizia julibrissin Durazz. Der botanische Gattungsname Albizia ehrt den italienischen Naturforscher Filippo degli Albizzi, einen Adligen aus Florenz, der 1749 Albizia julibrissin als erster über Konstantinopel mit nach Europa brachte. Synonyme für Albizia Durazz. sind: Arthrosamanea Britton & Rose, Besenna A.Rich., Parasamanea Kosterm., Parenterolobium Kosterm., Pseudalbizzia Britton & Rose, Sassa Bruce ex J.F.Gmel., Serialbizzia Kosterm.

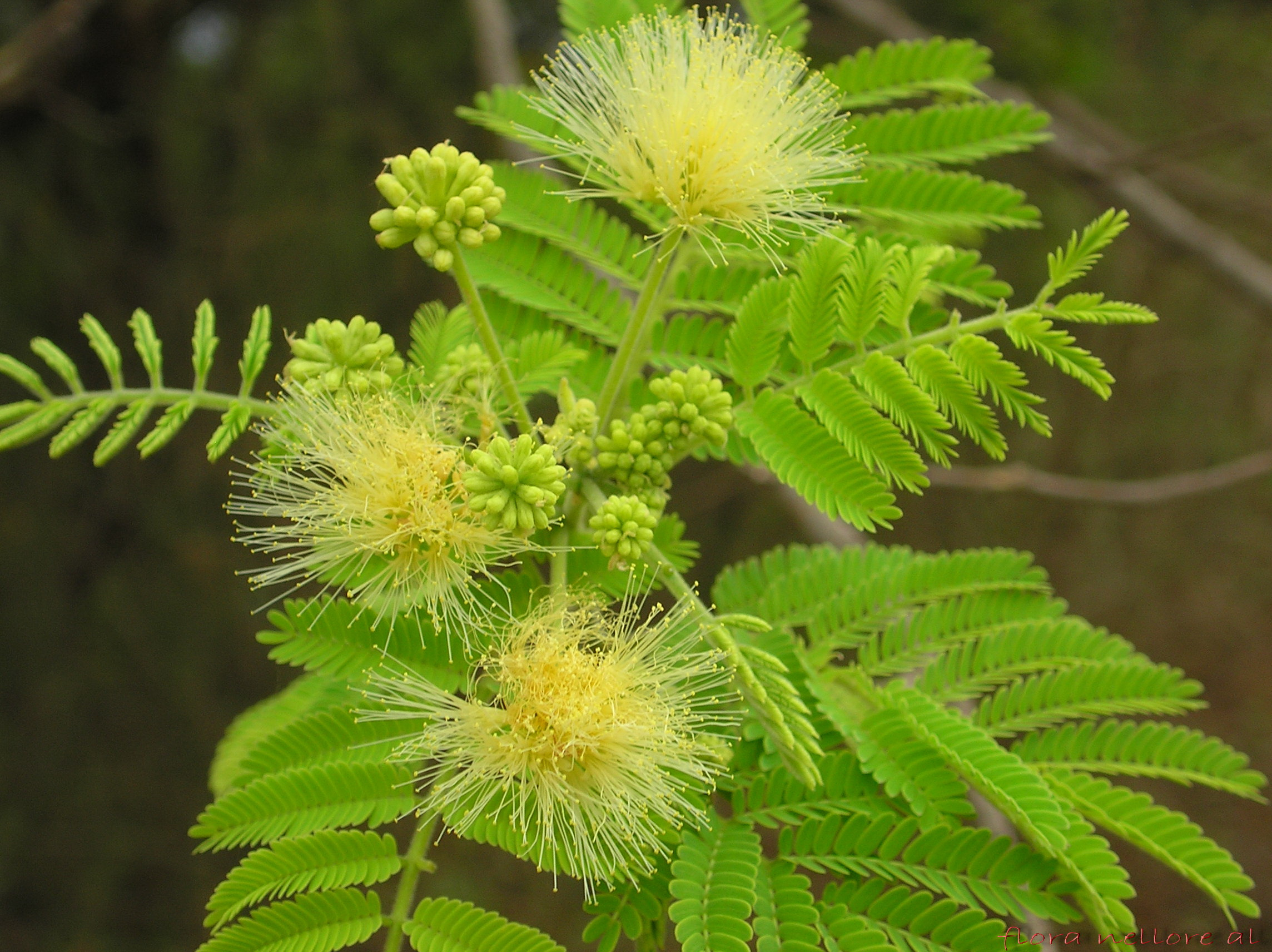
Albizia amara

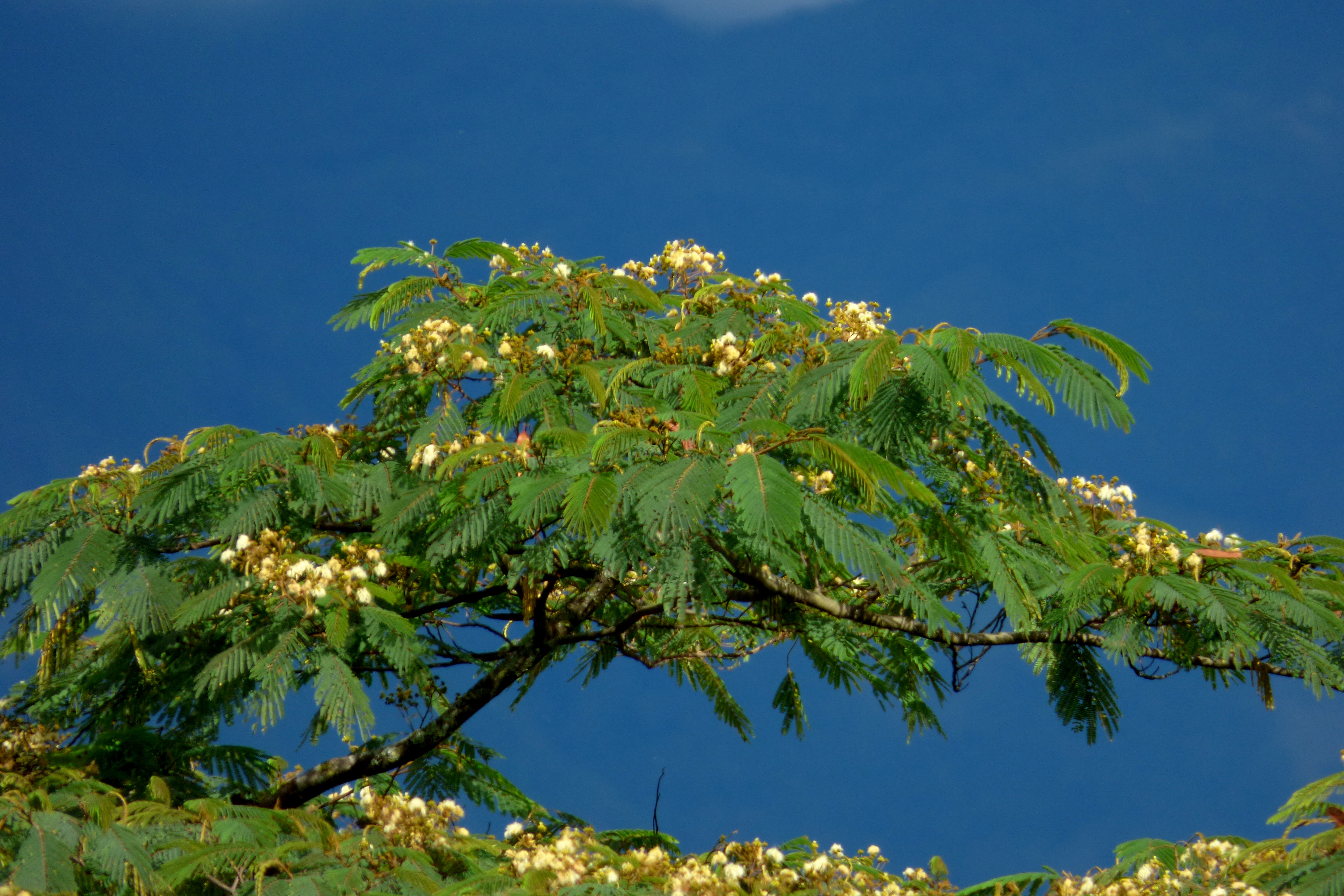
Albizia carbonaria

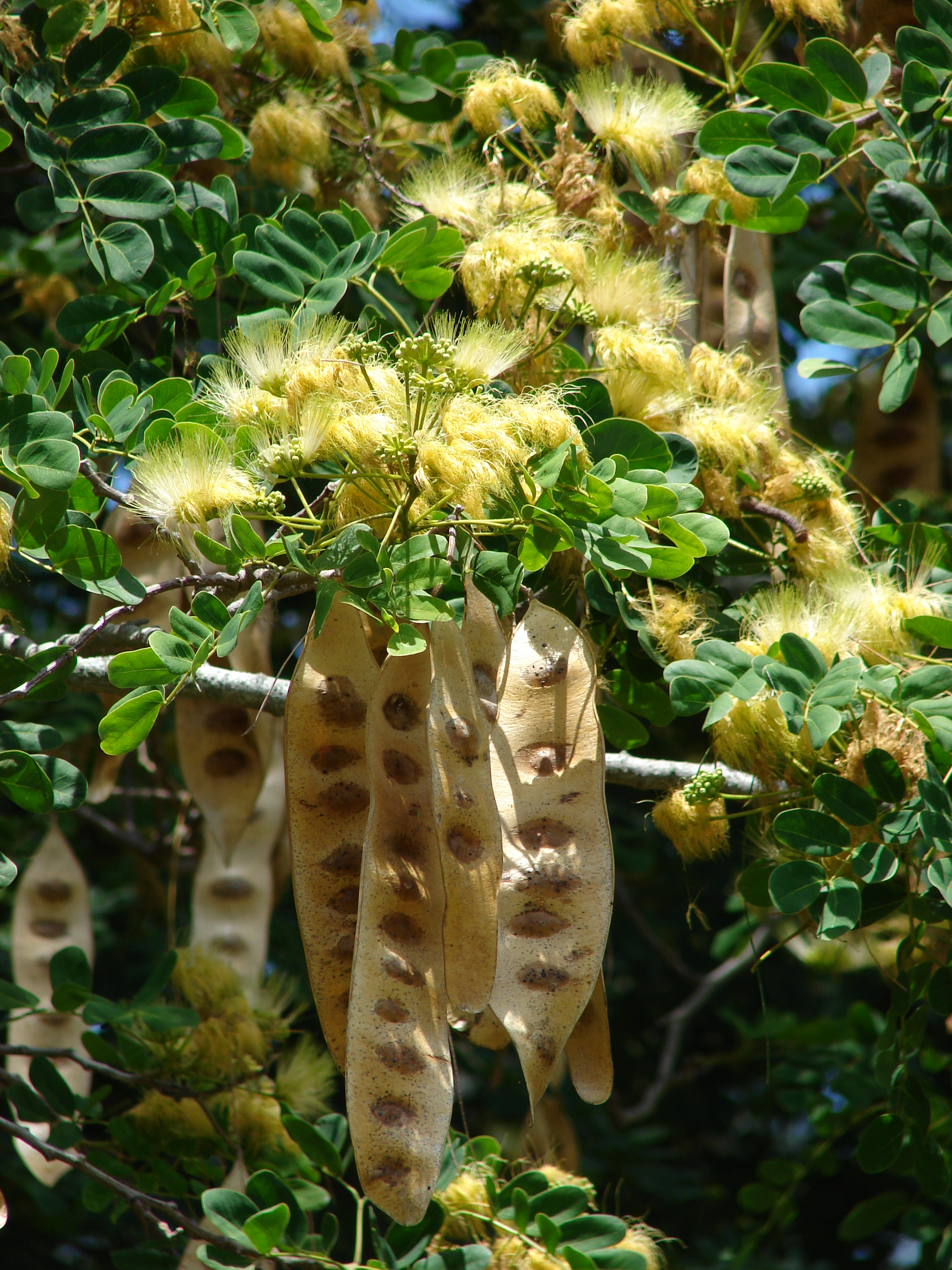
Lebbekbaum (Albizia lebbeck)

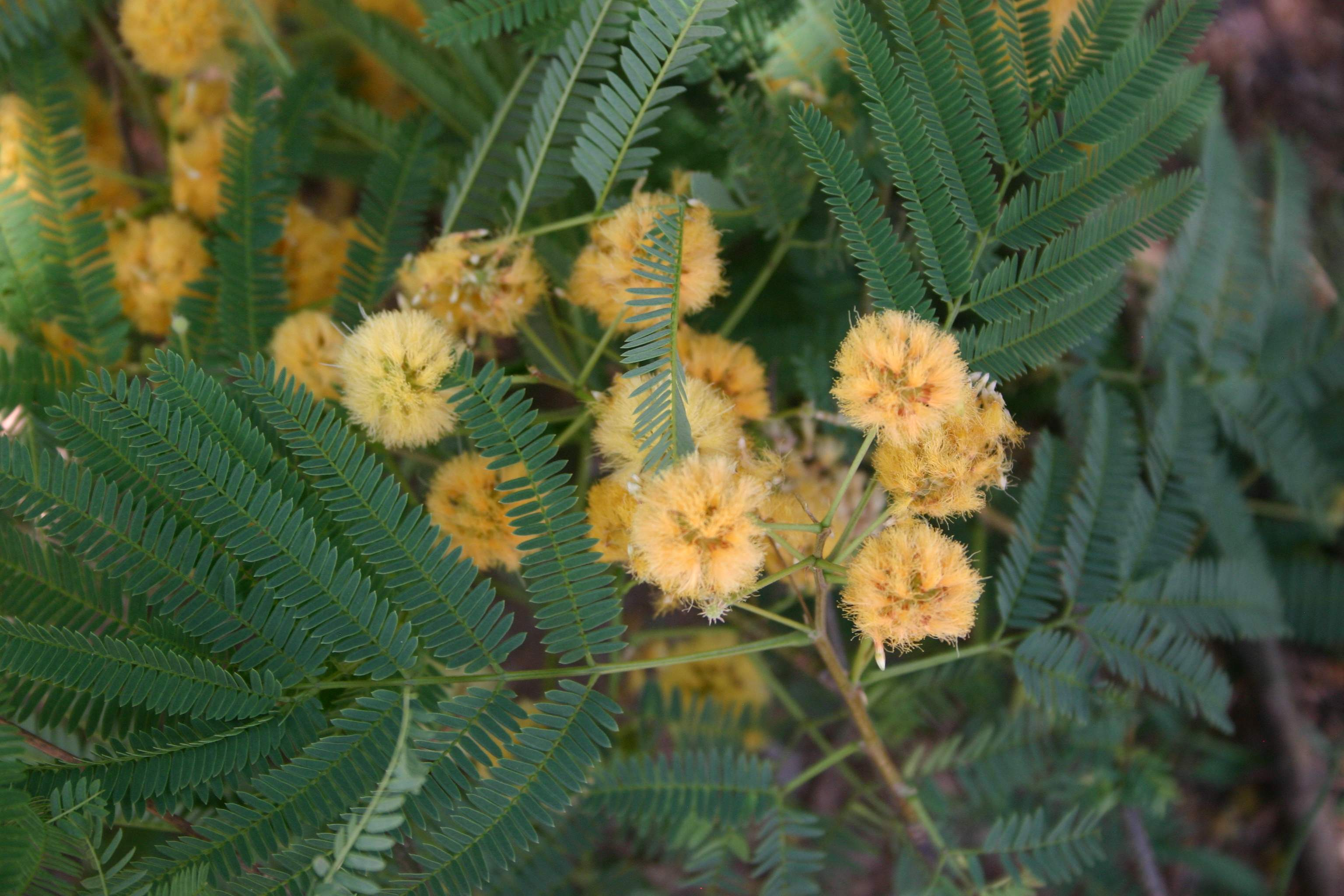
Albizia odoratissima

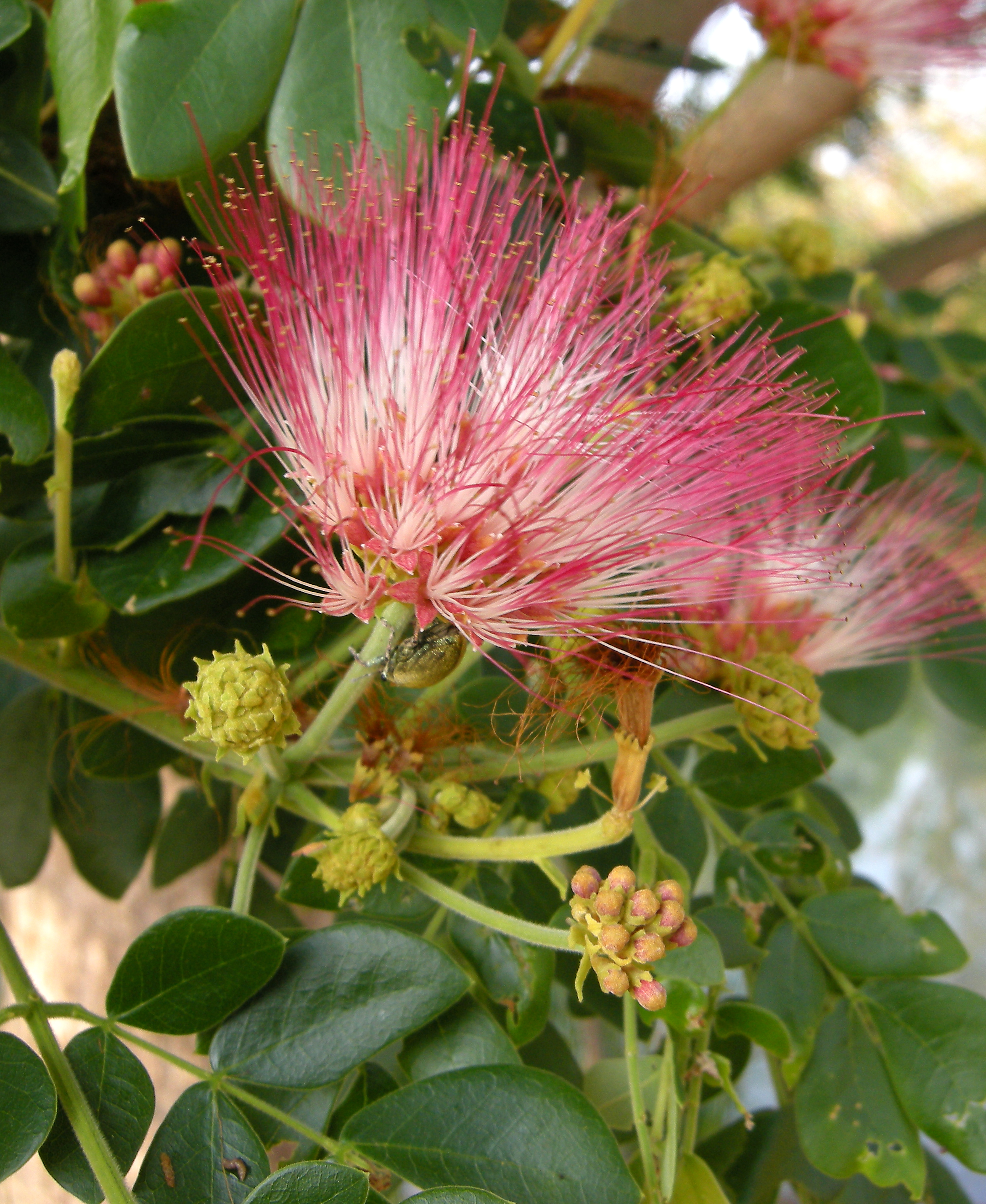
Regenbaum (Albizia saman)

### Arten (Auswahl)
Die Gattung Albizia umfasst 100 bis 150 Arten:
- Albizia acle (Blanco) Merr.: Sie kommt auf Sulawesi und auf den Philippinen vor.[2]
- Albizia adianthifolia (Schumach.) W.Wight: Sie kommt im tropischen Afrika vor.[2]
- Albizia adinocephala (Donn.Sm.) Britton & Rose ex Record: Sie kommt von Mexiko bis Panama vor.[2]
- Albizia altissima Hook. f.: Sie kommt im tropischen Afrika vor.[2]
- Albizia amara (Roxb.) Boivin: Sie kommt in zwei Unterarten im tropischen und südlichen Afrika und in Indien und Sri Lanka vor.[2]
- Albizia anthelmintica (A.Rich.) Brongn.: Sie kommt im tropischen und im südlichen Afrika vor.[2]
- Albizia antunesiana Harms: Sie kommt im tropischen und im südlichen Afrika vor.[2]
- Albizia attopeuensis (Pierre) Nielsen
- Albizia bracteata Dunn
- Albizia berteroana (Balb. ex DC.) M.Gómez: Sie kommt in Kuba, Jamaika, Hispaniola, Antigua und Barbuda vor.[2]
- Albizia brevifolia Schinz: Sie kommt im südlichen tropischen und im südlichen Afrika vor.[2]
- Albizia calcarea Y.H.Huang
- Albizia carbonaria Britton: Sie kommt in Panama, im westlichen Kolumbien und im nordwestlichen Venezuela vor.[2]
- Albizia chevalieri Harms: Sie kommt im Tschad, in Kamerun und im westlichen tropischen Afrika vor.[2]
- Albizia chinensis (Osbeck) Merr.: Sie kommt im tropischen Asien und in China vor.[2]
- Albizia coriaria Welw. ex Oliv.: Sie kommt im tropischen Afrika vor.[2]
- Albizia corniculata (Lour.) Druce
- Albizia crassiramea Lace
- Albizia decandra (Ducke) Barneby & J.W.Grimes: Sie kommt in Brasilien vor.[2]
- Albizia dinklagei (Harms) Harms: Sie kommt im westlichen tropischen Afrika vor.[2]
- Albizia duclouxii Gagnep.
- Albizia edwallii (Hoehne) Barneby & J.W.Grimes: Sie kommt in Brasilien und in Argentinien vor.[2]
- Albizia ferruginea (Guill. & Perr.) Benth.: Sie kommt im tropischen Afrika vor.[2]
- Albizia forbesii Benth.: Sie kommt in Tansania, Mosambik, Simbabwe, Eswatini und Südaferika vor.[2]
- Albizia glaberrima (Schumach.) Benth.: Sie kommt im tropischen Afrika vor.[2]
- Albizia gummifera (J.F.Gmel.) C.A.Sm.: Sie kommt im tropischen Afrika und in Madagaskar vor.[2]
- Albizia harveyi E.Fourn.: Sie kommt im tropischen und im südlichen Afrika vor.[2]
- Albizia inundata (Mart.) Barneby & J.W.Grimes: Sie kommt in Brasilien, Bolivien, Paraguay, Uruguay und in Argentinien vor.[2]
- Seidenakazie oder Seidenbaum (Albizia julibrissin Durazz.): Er kommt ursprünglich in Aserbaidschan, in der nordöstlichen Türkei, im nördlichen Iran, in Pakistan, im nördlichen Indien, in Nepal, Bhutan, im nördlichen Myanmar, in China, Taiwan und Japan vor.[2]
- Albizia kalkora (Roxb.) Prain (Syn.: Albizia coreana Nakai): Sie kommt in Indien, Myanmar, im nördlichen Vietnam, in China, Taiwan, Korea und im südlichen Kyushu vor.[2]
- Lebbekbaum (Albizia lebbeck (L.) Benth.): Er kommt wahrscheinlich ursprünglich im tropischen Asien vor. Er ist heute eingebürgert in Afrika, auf den Kapverden, in Nord-, Mittel- und Südamerika, in Hawaii und auf Inseln in der Karibik und in Polynesien.[2]
- Albizia lebbekoides (DC.) Benth: Sie kommt in Thailand, Kambodscha, Laos, Vietnam, in Indonesien, auf den Philippinen und in Papua-Neuguinea.[2]
- Albizia leptophylla Harms: Sie kommt in Congo, Sambia und Zaire vor.[2]
- Albizia lucidior (Steud.) I.C.Nielsen ex H.Hara (Syn.: Albizia lucida Benth.): Sie kommt in Indien, Bhutan, Nepal, Thailand, Malaysia, Kambodscha, Laos, Myanmar, Vietnam und China vor.[2]
- Albizia mollis (Wall.) Boiv.
- Albizia multiflora (Kunth) Barneby & J.W.Grimes: Sie kommt in Panama, Ecuador und Peru vor.[2]
- Albizia myriophylla Benth.: Sie kommt in Indien, Thailand, Malaysia, Myanmar, Kambodscha, Laos und Vietnam vor.[2]
- Albizia niopoides (Spruce ex Benth.) Burkart: Sie kommt von Mexiko und Inseln in der Karibik bis Brasilien, Argentinien und Paraguay vor.[2]
- Albizia odoratissima (L. f.) Benth.: Sie kommt in Indien, Nepal, Bhutan, Sri Lanka, Thailand, Myanmar, Laos, Vietnam und in China vor.[2]
- Albizia pedicellata Baker ex Benth.: Sie kommt in Malaysia, Indonesien und auf den Philippinen vor.[2]
- Albizia petersiana (Bolle) Oliv.: Sie kommt im tropischen und im südlichen Afrika vor.[2]
- Albizia polycephala (Benth.) Killip ex Record: Sie kommt in Brasilien vor.[2]
- Albizia polyphylla E.Fourn.: Sie kommt in Madagaskar vor.[2]
- Schlanke Albizie (Albizia procera (Roxb.) Benth.): Sie kommt in Indien, Bhutan, Nepal, Indochina, Indonesien, auf den Philippinen, in Papua-Neuguinea, Taiwan, China und Queensland vor.[2]
- Albizia retusa Benth.: Sie kommt in Japan, Thailand, Indonesien, Malaysia, auf den Philippinen, in Papua-Neuguinea, in Queensland, in Vanuatu und auf den Karolinen vor.[2]
- Regenbaum (Albizia saman (Jacq.) F.Muell., Syn.: Samanea saman (Jacq.) Merr.)
- Albizia saponaria (Lour.) Blume ex Miq.: Sie kommt im östlichen Indonesien und auf den Philippinen vor.[2]
- Albizia sherriffii Baker
- Albizia schimperiana Oliv.: Sie kommt im tropischen Afrika vor.[2]
- Albizia simeonis Harms
- Albizia sinaloensis Britton & Rose: Sie kommt in Mexiko vor.[2]
- Albizia suluensis Gerstner: Sie kommt in KwaZulu-Natal vor.[2]
- Albizia tanganyicensis Baker f.: Sie kommt in Tansania, im südlichen tropischen und im südlichen Afrika vor.[2]
- Albizia tomentellaMiq.
- Albizia versicolor Welw. ex Oliv.
- Albizia welwitschii Oliv.
- Albizia zimmermannii Harms
- Albizia zygia (DC.) J.F.Macbr.

Nicht mehr in diese Gattung gehören (Auswahl):
- Albizia basaltica (F.Muell.) Benth. ⇒ Archidendropsis basaltica (F.Muell.) I.C.Nielsen
- Albizia corymbosa (Rich.) G.P.Lewis & P.E.Owen ⇒ Hydrochorea corymbosa (Rich.) Barneby & J.W.Grimes
- Albizia distachya J.F.Macbr. ⇒ Paraserianthes lophantha (Willd.) I.C.Nielsen
- Albizia falcata auct. ⇒ Falcataria moluccana (Miq.) Barneby & J.W.Grimes
- Albizia falcataria (L.) Fosberg ⇒ Falcataria moluccana (Miq.) Barneby & J.W.Grimes
- Albizia guachapele (Kunth) Dugand ⇒ Pseudosamanea guachapele (Kunth) Harms
- Albizia inopinata (Harms) G.P.Lewis ⇒ Samanea inopinata (Harms) Barneby & J.W.Grimes
- Albizia longipedata (Pittier) Britton & Rose ex Record ⇒ Pseudosamanea guachapele (Kunth) Harms
- Albizia lophantha (Willd.) Benth. ⇒ Paraserianthes lophantha subsp. lophantha
- Albizia moluccana Miq. ⇒ Falcataria moluccana (Miq.) Barneby & J.W.Grimes
- Albizia montana (Jungh.) Benth. ⇒ Paraserianthes lophantha subsp. montana (Jungh.) I.C.Nielsen
- Albizia occidentalis Brandegee ⇒ Hesperalbizia occidentalis (Brandegee) Barneby & J.W.Grimes
- Albizia pedicellaris (DC.) L.Rico ⇒ Balizia pedicellaris (DC.) Barneby & J.W.Grimes
- Albizia toona F.M.Bailey ⇒ Paraserianthes toona (F.M.Bailey) I.C.Nielsen